# Zhang Xi
Pour les articles homonymes, voir Zhang.
Dans ce nom chinois, le nom de famille, Zhang, précède le nom personnel.
Zhang Xi (chinois : 张希), née le 19 avril 1985 à Nantong, est une joueuse de beach-volley chinoise. Elle fait équipe avec sa compatriote Xue Chen, formant la paire à succès Xue-Zhang Xi. Le duo a notamment remporté les Championnats du monde de beach-volley à Stare Jablonki (Pologne) en 2013, battant en finale la paire allemande Karla Borger & Britta Büthe.
Xue & Zhang Xi ont connu un début d'année 2012 prolifique, remportant 3 tournois du FIVB Beach Volley World Tour 2012 dans le premier semestre de l'année (Brasilia, Shanghai & Moscou). Elles ont marqué le pas au second semestre, ne remportant plus aucun tournoi, et leur seul performance étant une seconde place au tournoi de Berlin (11 au 15 juillet 2012).
Le début d'année 2013 fut également difficile : leur première victoire en tournoi se présente au tournoi de Gstaad (9 au 14 juillet 2013), période prolifique puisqu'elles s’imposent également lors des Championnats du Monde.

## Palmarès
- Jeux olympiques
  -  Médaille de bronze en 2008 à Pékin avec Xue Chen

- Championnats du monde de beach-volley
  -  Médaille d'or en 2013 à Stare Jabłonki avec Xue Chen
  -  Médaille de bronze en 2011 à Rome avec Xue Chen

- Jeux asiatiques
  -  Médaille d'or en 2006 à Doha avec Xue Chen
  -  Médaille d'or en 2010 à Canton avec Xue Chen

- Championnats d'Asie de beach-volley
  -  Médaille d'or en 2009 en Chine avec Xue Chen
  -  Médaille d'or en 2010 en Chine avec Xue Chen
  -  Médaille d'or en 2011 en Chine avec Xue Chen
  -  Médaille d'or en 2012 en Chine avec Xue Chen
  -  Médaille d'argent en 2004 en Chine avec Hu Xiaoyan